# D Capital
D Capital株式会社（ディーキャピタル）は、日本のプライベート・エクイティ・ファンド（PEファンド）運営会社の1つ。

## 概要
D Capitalは、「DX×PE」をコンセプトに掲げ、第一線で活躍する投資プロフェッショナルとDXプロフェッショナルから構成される日本初のプライベート・エクイティ・ファンドす。
D Capitalは、日本の構造課題である産業の生性向上に資するべく、日本企業の99.7％を占める中小企業に対して、キャピタル、テクノロジー、ネットワークを提供することで企業のDXを強力に支援する。

## 投資先

### 投資中
- 株式会社Francfranc - 2021年11月、日本成長投資アライアンス株式会社が運営若しくはサービスを提供するファンドが出資する投資事業有限責任組合を通じて出資開始。